# Apistogramma inconspicua
Apistogramma inconspicua es una especie de peces de la familia Cichlidae en el orden de los Perciformes.

## Morfología
Los machos pueden llegar alcanzar los 3,7 cm de longitud total.

## Distribución geográfica
Se encuentran en Sudamérica: cuencas del río Amazonas, del río Paraná y del río Paraguay.